# Krai de Azov-Mar Negro
El krai de Azov-Mar Negro (en ruso: Азово-Черноморский край, Azovo-Chernomorski krai) fue una antigua división administrativa de la RSFS de Rusia que existió entre el 10 de enero de 1934 y el 13 de septiembre de 1937.
El centro administrativo del krai era Rostov del Don.

## Historia
El 10 de enero de 1934, el krai del Cáucaso Norte fue dividido en dos partes: la occidental (krai de Azov-Mar Negro) y la oriental (krai del Cáucaso Norte, con centro en Piatigorsk).
El territorio del krai incluía el óblast autónomo Adigués, el óblast del Norte y los actuales krai de Krasnodar y el óblast de Rostov.
El 13 de septiembre de 1937 el krai de Azov-Mar Negro fue dividido entre el krai de Krasnodar (en el que se incluyó el óblast autónomo Adigués y el óblast de Rostov. El óblast del Norte dejó de existir el 5 de julio de 1934.
Según el censo soviético de 1937, contaba con 5 601 759 hab.